# Saint-Avold
Saint-Avold är en kommun i departementet Moselle i regionen Grand Est (tidigare regionen Lorraine) i nordöstra Frankrike. Kommunen är chef-lieu över 2 kantoner som tillhör arrondissementet Forbach. År 2022 hade Saint-Avold 14 828 invånare.

## Befolkningsutveckling
Antalet invånare i kommunen Saint-Avold
| Referens: INSEE |